# Танака Марі
Танака Марі (нар. 11 січня 1987) — колишня японська тенісистка.
Найвищу одиночну позицію світового рейтингу — 287 місце досягла 12 серпня 2013, парну — 189 місце — 12 травня 2014 року.
Здобула 4 одиночні та 18 парних титулів туру ITF.

## Фінали ITF
| турніри $100,000 |
| турніри $75,000  |
| турніри $50,000  |
| турніри $25,000  |
| турніри $10,000  |

### Одиночний розряд: 10 (4–6)
| Результат | Ранг | Дата           | Турнір                         | Покриття   | Суперниця       | Рахунок       |
| --------- | ---- | -------------- | ------------------------------ | ---------- | --------------- | ------------- |
| Перемога  | 1.   | 24 травня 2005 | ITF Леон, Мексика              | Тверде (i) | Мікаела Моран   | 6–4, 6–1      |
| Поразка   | 1.   | 6 червня 2005  | Токіо, Японія                  | Тверде     | Хісамі Канае    | 3–6, 3–6      |
| Поразка   | 2.   | 29 серпня 2005 | Сайтама, Японія                | Тверде     | Беті Секуловскі | 6–3, 4–6, 3–6 |
| Поразка   | 3.   | 19 серпня 2007 | Токіо, Японія                  | Тверде     | Чжан Лін        | 6–4, 5–7, 2–6 |
| Поразка   | 4.   | 28 серпня 2007 | Сайтама, Японія                | Тверде     | Чжао Їцзін      | 4–6, 3–6      |
| Поразка   | 5.   | 11 липня 2010  | Токіо, Японія                  | Килим      | Каорі Онісі     | 6–4, 4–6, 1–6 |
| Перемога  | 2.   | 29 січня 2011  | Колката, Індія                 | Ґрунт      | Даліла Якупович | 6–4, 6–3      |
| Поразка   | 6.   | 17 червня 2012 | Токіо, Японія                  | Тверде     | Хібіно Нао      | 0–6, 2–6      |
| Перемога  | 3.   | 19 серпня 2012 | Стамбул, Туреччина             | Тверде     | Юкі Танака      | 6–0, 6–2      |
| Перемога  | 4.   | 9 серпня 2014  | ITF Ноттінгем, Велика Британія | Тверде     | Мінокосі Май    | 6–3, 6–4      |

### Парний розряд: 33 (18–15)
| Результат | Ранг | Дата            | Турнір                        | Покриття   | Партнерка        | Суперниці                                  | Рахунок             |
| --------- | ---- | --------------- | ----------------------------- | ---------- | ---------------- | ------------------------------------------ | ------------------- |
| Поразка   | 1.   | 24 травня 2005  | ITF Леон, Мексика             | Тверде (i) | Елізабет Кауфман | Андреа Бенітес Даніела Муньос Галлегос     | 4–6, 6–1, 1–6       |
| Перемога  | 1.   | 29 серпня 2005  | ITF Сайтама, Японія           | Тверде     | Елізабет Кауфман | Kim Hea-mi Еріко Мідзуно                   | 6–4, 6–3            |
| Поразка   | 2.   | 29 вересня 2006 | ITF Токіо, Японія             | Тверде     | Сема Юріка       | Ліга Декмеєре Такасе Аямі                  | 6–7(3), 3–6         |
| Поразка   | 3.   | 31 жовтня 2006  | ITF Сутама, Японія            | Ґрунт      | Такемура Рьоко   | Макі Арай Окамото Сейко                    | 2–6, 3–6            |
| Перемога  | 2.   | 27 лютого 2007  | ITF Веллінгтон, Нова Зеландія | Тверде     | Сон Шаньшань     | Томоко Докей Ецуко Кітадзакі               | 6–2, 6–0            |
| Перемога  | 3.   | 6 березня 2007  | Гамільтон, Нова Зеландія      | Тверде     | Лі Є Ра          | Емелін Старр Дженні Свіфт                  | 6–2, 6–4            |
| Поразка   | 4.   | 27 травня 2007  | Наґано, Японія                | Килим      | Акіко Йонемура   | Нацумі Хамамура Маекава Аяка               | 6–7(2), 3–6         |
| Перемога  | 4.   | 9 червня 2007   | Токіо, Японія                 | Тверде     | Ока Аюмі         | Ецуко Кітадзакі Томоко Тайра               | 3–6, 6–1, 6–4       |
| Поразка   | 5.   | 30 червня 2007  | Noto, Японія                  | Килим      | Хамамура Нацумі  | Софі Фергюсон Енн Єлсі                     | 6–7(8), 1–6         |
| Перемога  | 5.   | 4 серпня 2008   | Obihiro]], Японія             | Тверде     | Хісамацу Сіхо    | Мікі Міямура Такаґісі Томойо               | 6–4, 6–2            |
| Перемога  | 6.   | 30 травня 2009  | Ґумма, Японія                 | Килим      | Сюй Веньсінь     | Еріка Сема Сема Юріка                      | 6–3, 1–6, [10–7]    |
| Перемога  | 7.   | 13 червня 2009  | Токіо, Японія                 | Тверде     | Аюмі Ока         | Арай Макі Юріна Косіро                     | 7–6(6), 6–0         |
| Перемога  | 8.   | 11 липня 2009   | Токіо, Японія                 | Тверде     | Арай Макі        | Кадзуса Іто Томоко Тайра                   | 7–5, 3–6, [13–11]   |
| Перемога  | 9.   | 29 серпня 2009  | Сайтама, Японія               | Тверде     | Арай Макі        | Айрі Хаґімото Іноуе Майко                  | 6–2, 6–4            |
| Поразка   | 6.   | 4 вересня 2009  | Цукуба, Японія                | Тверде     | Сюй Веньсінь     | Марія Фернанда Альварес Теран Джейд Кертіс | 6–1, 2–6, [2–10]    |
| Поразка   | 7.   | 26 вересня 2009 | Міядзакі, Японія              | Килим      | Томоко Йонемура  | Нара Курумі Сема Еріка                     | 0–6, 0–6            |
| Поразка   | 8.   | 8 травня 2010   | Таракан, Індонезія            | Тверде     | Лю Ваньтін       | Аю-Фані Дамаянті Лавінія Тананта           | 4–6, 5–7            |
| Поразка   | 9.   | 21 січня 2011   | Музаффарнагар, Індія          | Трава      | Міямура Мікі     | Рушмі Чакравартхі Пуджашрі Венкатеша       | 6–3, 4–6, 4–6       |
| Поразка   | 10.  | 1 квітня 2011   | Іпсвіч, Австралія             | Ґрунт      | Міямура Мікі     | Кейсі Деллаква Олівія Роговська            | 4–6, 4–6            |
| Перемога  | 10.  | 20 серпня 2011  | Тайбей, Тайвань               | Тверде     | Міябі Іноуе      | Чхе Кйон І Kim Hae-sung                    | 7–5, 2–6, [10–7]    |
| Перемога  | 11.  | 6 липня 2012    | Паттая, Таїланд               | Тверде     | Ходзумі Ері      | Тайра Келдервуд Даєнн Голландс             | 4–6, 6–4, [12–10]   |
| Перемога  | 12.  | 21 липня 2012   | Стамбул, Туреччина            | Тверде     | Косіро Юріна     | Акарі Іноуе Каорі Онісі                    | 7–5, 6–7(2), [10–8] |
| Поразка   | 11.  | 1 вересня 2012  | Цукуба, Японія                | Тверде     | Косіро Юріна     | Луксіка Кумхум Варатчая Вонгтінчай         | 2–6, 2–6            |
| Поразка   | 12.  | 8 вересня 2012  | Noto, Японія                  | Трава      | Міямура Мікі     | Куміко Їдзіма Йонемура Акіко               | 1–6, 6–4, [5–10]    |
| Перемога  | 13.  | 3 березня 2013  | Сідней, Австралія             | Тверде     | Еґуті Міса       | Тамара Чурович Ван Яфань                   | 4–6, 7–5, [10–8]    |
| Перемога  | 14.  | 19 травня 2013  | Куруме, Японія                | Трава      | Хісамі Канае     | Фудзівара Ріка Омае Акіко                  | 6–4, 7–6(2)         |
| Поразка   | 13.  | 20 липня 2013   | Вокінг, Велика Британія       | Тверде     | Хісамі Канае     | Тара Мур Марта Сироткіна                   | 6–4, 1–6, [7–10]    |
| Перемога  | 15.  | 26 липня 2013   | Рексем, Велика Британія       | Тверде     | Хісамі Канае     | Анна Сміт Мелані Саут                      | 6–3, 7–6(2)         |
| Перемога  | 16.  | 14 червня 2014  | Фергана, Узбекистан           | Тверде     | Хірото Кувата    | Хібіно Нао Прартхана Томбаре               | 6–1, 6–4            |
| Перемога  | 17.  | 8 серпня 2014   | Ноттінгем, Велика Британія    | Тверде     | Елісон Бай       | Кейті Баултер Фрея Крісті                  | 6–4, 6–3            |
| Перемога  | 18.  | 16 серпня 2014  | Вокінг, Велика Британія       | Тверде     | Міядзакі Юмі     | Аліче Матеуччі Десіпна Папаміхаїл          | 6–2, 7–5            |
| Поразка   | 14.  | 18 жовтня 2014  | Макінохара, Японія            | Трава      | Ніномія Макото   | Татьяна Марія Міямура Мікі                 | 3–6, 1–6            |
| Поразка   | 15.  | 25 жовтня 2014  | ITF Хамамацу, Японія          | Килим      | Ніномія Макото   | Татьяна Марія Міямура Мікі                 | 7–5, 2–6, [5–10]    |